# Biserica reformată din Hunedoara
Biserica reformată din Hunedoara este un monument istoric aflat pe teritoriul municipiului Hunedoara. În Repertoriul Arheologic Național, monumentul apare cu codul 86829.13.01, 86829.16.